# 해미 강씨
해미 강씨(海美姜氏)는 충청남도 서산시 해미면을 본관으로 하는 한국의 성씨이다.